# Palacio de Francisco de los Cobos

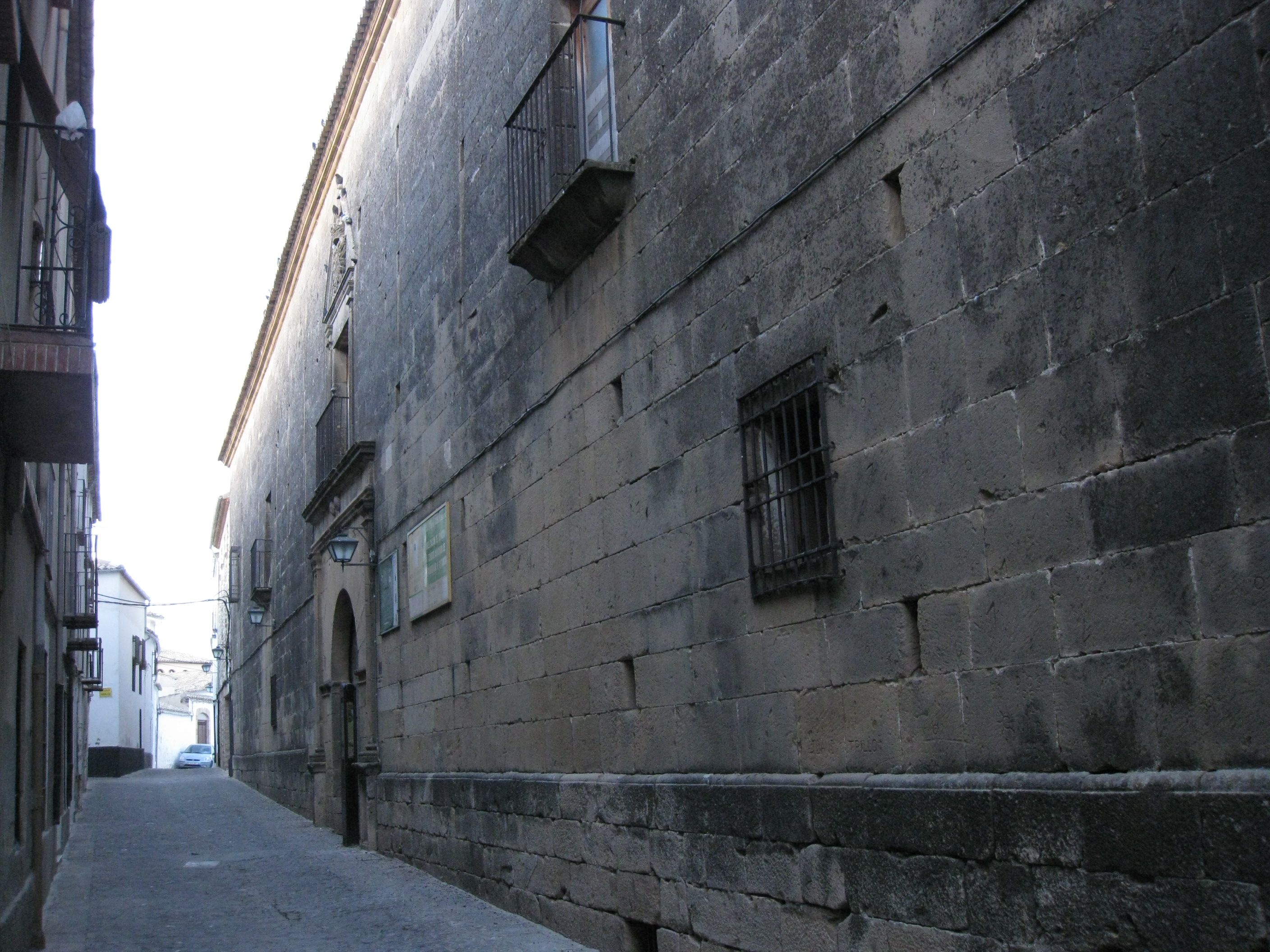
Palacio de Francisco de los Cobos

Palacio de Francisco de los Cobos o Palacio de los Cobos es el nombre de al menos dos palacios vinculados a Francisco de los Cobos, secretario de Carlos V:

## Palacio de los Cobos en Úbeda
Su Palacio en la ciudad de Úbeda, que formaba parte de un extenso programa artístico en el que se incluían la Sacra Capilla del Salvador (diseñada como iglesia-panteón del Palacio), la nonnata Universidad de Úbeda y el Hospital de los Honrados y Venerables Viejos del Salvador.
En éste conjunto palaciego, centró el gran mecenas ubetense buena parte de sus esfuerzos por ennoblecer los símbolos de su linaje, pretensión que sería culminada con la construcción de su capilla funeraria. La atención que dedicará a este edificio es congruente con la ideología imperante en la alta nobleza del Renacimiento español -que en este caso asumía unas ideas de ascendencia medieval- y con las ansias de reconocimiento social mostradas por Cobos a lo largo de toda su vida. 
Se construyó sobre el solar del antiguo palacio paterno que él quería venerar, en el barrio de Santo Tomás, por tanto las obras se vieron condicionadas por el pie forzado de unas construcciones antiguas -lo cual repercutía tanto en su arquitectura como en su integración urbanística-, pero formaron parte de un conjunto monumental magnífico, como evidencia la cercanía de la Capilla del Salvador.
A partir de 1506 Cobos empezó a comprar casas colindantes con la casa paterna, para ampliarla. En la primavera de 1531 se hizo con otras dos parcelas anexas a sus propiedades, y poco después contrató al arquitecto Luis de Vega -el
mismo que dirigiese las obras de su palacio vallisoletano- para que trazase el proyecto.
La sobriedad de su fachada destaca por contraste con la riqueza decorativa de la capilla. Sólo el entablamento liso con una cruz de Santiago entre dos veneras, y, en el mismo eje de la puerta, una amplia ventana, que no llega a desarrollar balcón, descaca en la amplia fachada en cortina de sillares. Los emblemas de la Orden de Santiago, evidencia el cariz publicitario de éste símbolo y el deseo propagandístico de sus propietarios, hecho que podemos ver reflejado también en otras muchas pertenencias de Cobos, como en el patio de su castillo-palacio de Canena o su capilla de El Salvador.
El patio y la huerta se situaron sobre un antiguo cementerio judío. 
Para su palacio de Úbeda don Francisco había encargado, a través del embajador en Roma Micer Mai, una bellísima fuente de piedra. También, en diciembre de 1531, Micer Mai anunciaba la llegada a Alicante, junto a la fuente que aún conservamos, el envío de un busto de Apolo, "una de las buenas piezas de Italia"... buena parte de estas obras de arte estarían destinadas a la decoración de su palacio en Valladolid, donde Cobos debería atesorar otro tipo de piezas exóticas y valiosas, cuales eran los regalos que Hernán Cortés o Pizarro le habían hecho.
No sabemos, en cambio, si don Francisco llegaría a estar en posesión de una pequeña "cámara de maravillas", una "wunderkammern" manierista, siguiendo la creciente moda coleccionista europea y el propio ejemplo del Emperador. Con cámara o sin ella, lo cierto es que Cobos debió de apreciar y poseer este tipo de objetos "raros" y preciosos, como el manuscrito azteca, posible regalo de Cortés, encuadernado en piel de tigre, que el Comendador entregó al historiador Giovio en Nápoles.
En el siglo XIX fue incendiado y saqueado, perdiéndose la extraordinaria colección de pinturas y otras obras de arte atesoradas en su interior. En el siglo XX otro par de incendios cuando ya era una casa de vecinos, acabó por tirarlo al suelo. Hoy, se está reconstruyendo para usarse como sede de la UNED (Universidad a Distancia). Está declarado Bien de Interés Cultural y forma parte de la zona declarada Patrimonio de la Humanidad. 
Su propiedad ha estado en litigio entre el ayuntamiento y la Casa Ducal de Medinaceli, a quien finalmente se ha concedido.

## Palacio de los Cobos en Valladolid
Es el que posteriormente se convirtió en el Palacio Real de Valladolid. Inicialmente fue construido para Francisco de los Cobos en 1524 (otras fechas citadas por diversas fuentes son 1526 y 1531) por el arquitecto Luis de Vega cerca del Palacio de los Condes de Rivadavia, suegros del secretario.